# Vstup Lotyšska do Evropské unie
K vstupu Lotyšska do Evropské unie došlo dne 1. května 2004. Šlo o dosud největší rozšíření Evropské unie, kdy k ní přistoupilo též Česko, Estonsko, Kypr, Litva, Maďarsko, Malta, Polsko, Slovensko a Slovinsko.
Vstupu Lotyšska do EU předcházelo referendum, v kterém se 71,5 % obyvatel vyslovilo 67,5% většinou pro vstup.
1. ledna 2014 vstoupilo Lotyšsko do Eurozóny.